# Candeal
Candeal är en kommun i Brasilien.   Den ligger i delstaten Bahia, i den östra delen av landet, 1 000 km öster om huvudstaden Brasília. Antalet invånare är 8 895.
Omgivningarna runt Candeal är huvudsakligen savann. Runt Candeal är det ganska glesbefolkat, med 24 invånare per kvadratkilometer.